# فنسنت حنا
فنسنت حنا (بالإنجليزية: Vincent Hanna)‏ هو كاتب بريطاني، ولد في 9 أغسطس 1939 في بلفاست في المملكة المتحدة، وتوفي في 22 يوليو 1997.